# Flyff
 (mai 2012).
Si vous disposez d'ouvrages ou d'articles de référence ou si vous connaissez des sites web de qualité traitant du thème abordé ici, merci de compléter l'article en donnant les références utiles à sa vérifiabilité et en les liant à la section « Notes et références ».
Flyff (Fly For Fun) est un jeu de rôle en ligne massivement multijoueur (MMORPG) développé par la société coréenne AeonSoft (elle-même détenue par la société japonaise Gala Inc.) et sorti en 2005.
Le jeu est distribué gratuitement et aucun abonnement payant n'est nécessaire pour se connecter sur les serveurs officiels, d'où son appellation de « Free to play » (ou F2P). Cependant, Flyff dégage des revenus par l'intermédiaire d'une boutique virtuelle intégrée au jeu permettant de faire des micro transactions (micro paiements) : les joueurs peuvent y acheter toutes sortes d'objets leur permettant de personnaliser leur personnage (costumes, capes, équipement divers, etc.) ou de l'améliorer (objets spéciaux accordant un avantage dans le jeu).
Le jeu se déroule dans l'univers fantastique de Madrigal, dans lequel se côtoient monstres et humains. Le joueur y incarne un aventurier débutant, qu'il pourra faire évoluer au fil de son parcours dans le jeu et dont il pourra modifier le métier (sa classe de personnage) en chemin, en fonction de ses choix.
L'originalité de Flyff réside dans son style de jeu particulier : les joueurs ont en effet la possibilité de se déplacer dans les airs sur des balais volants ou avec des planches de surf volantes, ceci à partir du niveau 20. Cela change radicalement de l'expérience de jeu habituelle sur ce type de jeu de rôle (surtout à cette époque du début des années 2000), tout en en préservant les standards (aventure dans des lieux dangereux, exploration de donjons, combats).

## Classes de personnages
Le système de classes de personnage de Flyff se rapproche de celui de Ragnarök Online. Le joueur a la possibilité d'incarner un personnage humain, qui débute obligatoirement son périple au niveau 1 (level en anglais, abrégé en « lvl ») en tant que vagabond (Vagrant dans la version anglaise). Le personnage peut ensuite, à partir du niveau 15, choisir entre l'une des 4 premières classes disponibles (mercenaire, acolyte, magicien ou acrobate).
Au niveau 60, le personnage doit se spécialiser (dans le cas contraire, celui-ci ne pourra pas prendre davantage d'expérience), c'est-à-dire choisir entre l'une des 2 sous-classes proposées pour la classe qu'il a choisie au niveau 15. Pour changer de classe, le joueur devra effectuer une quête spécifique à chaque changement de classe de personnage (donc aux niveaux 15 et 60).
Au niveau 120 avec 99,99 %, le joueur devient Maître (Master). Le statut de Maître fait redescende le personnage au niveau 60, mais avec des bonus très puissants, tout en gardant son armure, et ses sorts. Après être devenu « 60-M », les points de statistiques accumulés jusqu'au niveau 60 peuvent être redistribués (ceux gagnés du niveau 60 au niveau 120 disparaissent). De plus, un Maître ne gagnera non pas 2 mais 3 points de statistiques par niveau.
Au fur et à mesure qu'il remonte de niveaux, le « M » à côté du nom du personnage change de couleur. Il devient doré à partir du niveau 110. Revenu au niveau 120 avec 99,99 % de points d'xp, le personnage peut alors devenir « Héros » (Hero).
Une fois arrivé au niveau 130, le personnage peut accéder à la classe élite; une seule nouvelle classe est proposée pour chaque classe : le Chevalier deviendra Templier, l'Assassin deviendra Spadassin, le Moine deviendra Chanoine, le Prêtre deviendra Primat, le Sorcier deviendra Envoûteur, l'Élémentaliste deviendra Arcaniste, le Jester deviendra Sylphide et le Ranger deviendra Arbalétrier.

## Guildes et groupes
Les guildes et les groupes sont tous deux des regroupements de joueurs.
Une guilde est un regroupement de joueurs qui, ensemble, affrontent d'autres guildes dans des combats nommés GvG (de l'anglais Guild vs Guild, « Guilde contre Guilde » en français). Une guilde est plus structurée qu'un groupe, et dispose notamment d'un titre. Pour créer une guilde, le joueur doit être au minimum niveau 40. Puis, il lui faut parler à Helena à Saint City, sur le canal 1 obligatoirement.
Un groupe est un regroupement de joueurs qui, ensemble, affrontent des monstres dans le but de gagner de l'expérience. Contrairement à la guilde, le groupe est moins structuré (pas de présence de titre, pas de chef). Et ce n'est pas tout : le groupe est temporaire, ce qui signifie que dès que tous ses membres sont déconnectés ou l'ont quitté, le groupe n'existe plus. Pour créer un groupe, le joueur doit appuyer et maintenir la touche Alt enfoncée, puis cliquer sur un personnage autre que lui, et choisir « Inviter dans le groupe ». Si la personne accepte, son nom, ainsi que celui de l'autre membre du groupe apparaîtront en vert.
Au sein d'un groupe, l'expérience se gagne par niveau : l'expérience gagnée dépend du niveau du joueur. Mais l'efficacité compte aussi : les personnages qui combattent le plus (ou qui donnent le plus de coups) gagneront plus d'expérience (généralement les acolytes, moines, magiciens, sorciers AoE ou chevaliers AoE).

## Univers du jeu

### Géographie
Le continent de Madrigal est un archipel d'îles flottant dans les cieux, chaque île formant une ou plusieurs régions distinctes du continent de Madrigal.
Ces régions sont :
- Flaris (Ville : Flarine)
- Saint Morning (Ville : Saincity)
- Jardins de Rhisis
- Darkon 1 (Ville : KhipRa)
- Darkon 2 (Ville : Darken)
- Darkon 3 (Plusieurs campements)
- Harmonin (Camp Hotaru)
- Canyon d'Ishtar
- Plaine de Kailun (Village : Elliun)
- Désert Arhak'is (Caravanserail Arhak'ine)

### Histoire
À la création du monde, l'univers disposait d'une grande énergie magique. Puis, il est dit que le dieu Rhisis, le maître des cinq dieux élémentaires, utilisa cette énergie pour créer un monde où régnerait la paix et la prospérité. Les cinq dieux élémentaires qui participèrent à la création du nouveau monde étaient :
- Raon, dieu du feu, qui créa le magma
- Herness, dieu de l'eau, qui créa les fleuves et océans
- Iblis, dieu de l'air, qui créa le vent
- Shade, dieu de la terre, qui créa la terre
- Ishirut, dieu de la foudre, qui créa le tonnerre

Les élémentaires introduisirent la vie dans ce monde et toutes les créatures, les plantes, les animaux et les êtres humains, commencèrent à évoluer en parfaite harmonie sur ce nouveau paradis. Ainsi naquit Madrigal. Rhisis était heureux, car ce nouveau monde prospérait comme il l'avait espéré.
Mais des êtres ténébreux d'un univers oublié découvrirent l'existence de Madrigal. Ils envoyèrent alors sur Madrigal les plus terribles monstres des temps anciens pour anéantir ce monde parfait : parmi eux se trouvaient le Clockwork et le Méteonyker rouge. Comme chef de cette armée, ils réveillèrent la créature connue sous le nom de Clown de l'apocalypse.
Le Clown créa une armée en contaminant les animaux les plus robustes de Madrigal. Cette armée défia les dieux en brisant les terres liant les différents continents de Madrigal. Les dieux furent mécontents de ces agissements, et voulurent déclarer la guerre au Clown.
Cependant, Shade, qui était le plus sage de tous les dieux, passa secrètement un pacte avec les ténèbres. Ce pacte prévoyait que si une armée de mortels, choisis par Shade, parvenait à vaincre le Clown, les « ténèbres » seraient forcés de quitter ce monde à tout jamais. Si l'inverse se produisait, Shade promit de détruire Madrigal lui-même de ses propres mains. Les ténèbres acceptèrent, tant une victoire de simples mortels face à l'armée du Clown de l'apocalypse leur semblait improbable.
Mais pourtant, contre toute attente, l'armée de Shade anéantit le Clown et ses acolytes, grâce au courage incroyable, la détermination et la persévérance de ses braves combattants, qui périrent en héros pour plus de la moitié sur les terres de Volcane, lors de l'ultime bataille.
Avec cette victoire, le monde de Madrigal fut de nouveau libre, mais il restait encore dévasté par la guerre, qui prit le nom de « défi de Shade ». Cependant, bien que les « ténèbres » quittèrent effectivement Madrigal, un certain nombre des créatures monstrueuses qu'ils avaient créées continuèrent de se propager et de répandre le mal.
Aujourd'hui, c'est au tour du joueur de succéder fièrement à ses glorieux ancêtres, et de finir ce qu'ils ont commencé. À lui de jouer !

### Bestiaire
Les monstres qui peuplent Madrigal sont divers et sont disséminés sur toutes les parties du continent. Ils sont de force variée et sont en général regroupés par race sur une petite zone de la carte.
Pour chaque espèce de monstre, il y a (presque) toujours des Jeunes, des Normaux (pas d'indication sur le nom), des Capitaines, et des Géants (chefs). Par exemple : Jeune Pukepuke, Pukepuke, Capitaine Pukepuke, et Géant Pukepuke.
À partir du Canyon d'Histar, les monstres ne disposent que d'un rang. Exemple : Guerrier lycan, Sapeur d'Histar… De plus, les monstres de l’île payante Azria ne disposent que d'une amélioration. Exemple : Yeti et Yeti mutant, Mamouths et Mamouths cannibales, etc.
À la différence des monstres standards, les monstres ayant un nom en rouge sont agressifs envers le joueur, et peuvent l'attaquer s'il rentre dans leur champ de vision. Les monstres géants (les chefs d'un groupe de monstres donnés) sont presque toujours agressifs et ont un très grand nombre de points de vie, à l'exception des géants Aibatts et Mushpangs, qui sont les plus faibles du jeu.
Les capitaines ont un level de plus que les jeunes et les normaux. Et les géants, quant à eux, ont 4 niveaux de plus que ceux-ci.

## Modèle économique
La boutique virtuelle (ou Cash Shop) permet aux joueurs d'utiliser de l'argent réel pour obtenir des points CASH. Ils peuvent se servir de ces derniers pour acheter toutes sortes d'objets : des habits et vêtements fashion (lunettes, costumes), des moyens de déplacement plus rapides, des parchemins spéciaux (renaissance, combos illimités), des bébés monstres qui ramassent les objets par terre, des meubles pour les studios (valables pendant un certain temps), et des tickets permettant l'accès à des îles sur lesquelles l'expérience est décuplée (continent d'Azria notamment).